# Chris Mullin (polityk)
Chris Mullin właściwie Christopher John Mullin (ur. 12 grudnia 1947 w Chelmsford) – brytyjski dziennikarz, polityk, deputowany Izby Gmin.

## Działalność polityczna
Jest politykiem Partii Pracy i w  okresie od 12 czerwca 1987 do 12 kwietnia 2010 reprezentował okręg wyborczy Sunderland South w brytyjskiej Izbie Gmin.